# Thomas O'Hagan
Thomas O'Hagan (29 mai 1812 - 1er février 1885), est un avocat et juge irlandais. Il est Lord Chancelier d'Irlande de 1868 à 1874 et de nouveau de 1880 à 1881.

## Jeunesse et éducation
O'Hagan est né à Belfast, fils d'Edward O'Hagan, un marchand, et de sa femme Mary Bell, fille du capitaine Thomas Bell. Il fait ses études à la Royal Belfast Academical Institution, étant à son époque le seul catholique de l'école . En 1836, il est admis au barreau irlandais.

## Carrière
Entre 1838 et 1841, O'Hagan est le rédacteur en chef du Newry Examiner . En 1840, il s'installe à Dublin, où il plaide pour le parti nationaliste dans de nombreux procès politiques, devenant conseiller de la reine irlandaise en 1849. Son plaidoyer en faveur d'une continuation de l'Union avec la Grande-Bretagne, et sa nomination comme avocat général pour l'Irlande en 1860 et procureur général pour l'Irlande l'année suivante, lui fait perdre le soutien du parti nationaliste, mais il est élu au Parlement comme député libéral de Tralee en 1863 . En 1865, il est nommé juge à la Court of Common Pleas (Irlande) et, en 1868, devient Lord Chancelier d'Irlande dans la première administration de William Ewart Gladstone.
O'Hagan est le premier catholique romain à occuper la chancellerie depuis le règne de Jacques II, une loi du Parlement admettant les catholiques romains au poste ayant été adoptée en 1867. En 1870, il est créé baron O'Hagan, de Tullahogue dans le comté de Tyrone et occupe ses fonctions jusqu'à la démission du ministère en 1874. En 1880, il redevient lord chancelier au retour de Gladstone, mais démissionne en 1881.
Son mandat en tant que Lord Chancelier voit plusieurs réformes législatives majeures en Irlande, dont la plus notable est le Landlord and Tenant (Ireland) Act 1870, prévoyant une indemnisation pour les locataires en cas d'expulsion. Son premier mandat en tant que chancelier est également marqué par ses affrontements continuels avec l'autre juge d'appel, Jonathan Christian, un homme à la langue amère avec un profond mépris pour la plupart de ses collègues judiciaires, notamment O'Hagan, qu'il considère comme paresseux et sans qualification. Christian a même publié une lettre dans le Times attaquant O'Hagan et son très estimé collègue écossais Lord Blackburn, qui a voté pour renverser l'un de ses jugements. O'Hagan, pour sa part, semble avoir considéré Christian comme à peine plus qu'une nuisance, mais en prenant ses fonctions pour son second mandat, il n'a pas caché son soulagement que Christian se soit retiré.
À sa retraite de ses fonctions, Lord O'Hagan est nommé en 1882 chevalier de Saint-Patrick, après être devenu vice-chancelier de l'Université royale d'Irlande l'année précédente. Il est président de la Société d'enquête statistique et sociale d'Irlande entre 1867 et 1870. 

## Vie privée
Lord O'Hagan épouse en 1836 Mary Teeling, fille de Charles Hamilton Teeling de Belfast. Ils ont un fils Charles qui meurt jeune et deux filles, Frances et Madeline. Marie est décédée en 1868.

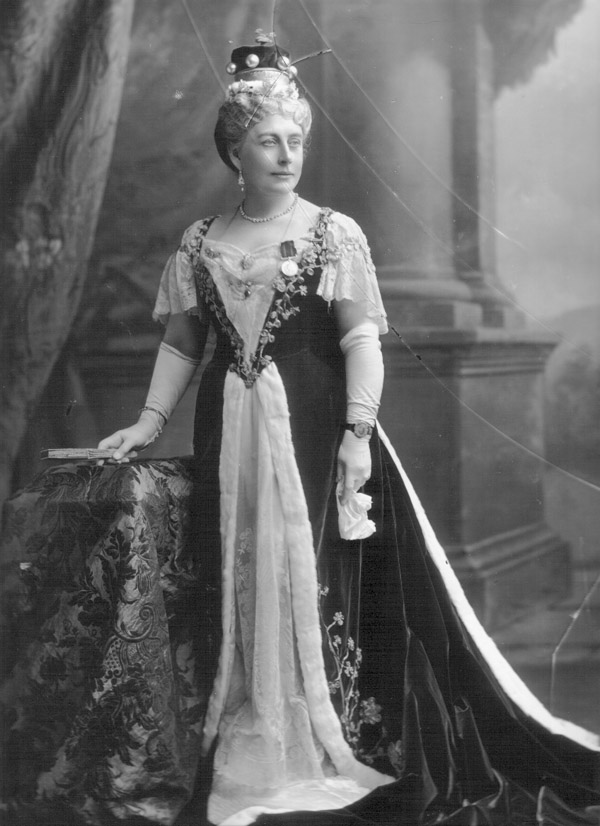
Lady O'Hagan, née Alice Mary Towneley, photographiée le 11 août 1902.

Il épouse en 1871 Alice Towneley, fille et cohéritière du colonel Charles Towneley de Towneley Park, Burnley, Lancashire, et de Lady Caroline Molyneux, fille de William Molyneux (2e comte de Sefton). Ils ont deux fils, Thomas et Maurice, dont chacun hérite du titre et ils changent le nom de famille en Towneley-O'Hagan, et deux filles, Kathleen (qui vécut presque 100 ans) et Mary, qui épouse le général Charles Monro. Alice hérite de la maison familiale, Towneley Park (en), de son père, mais le trouve trop chère à entretenir et le vend à Burnley Corporation en 1901. Elle est décédée le 20 novembre 1921.

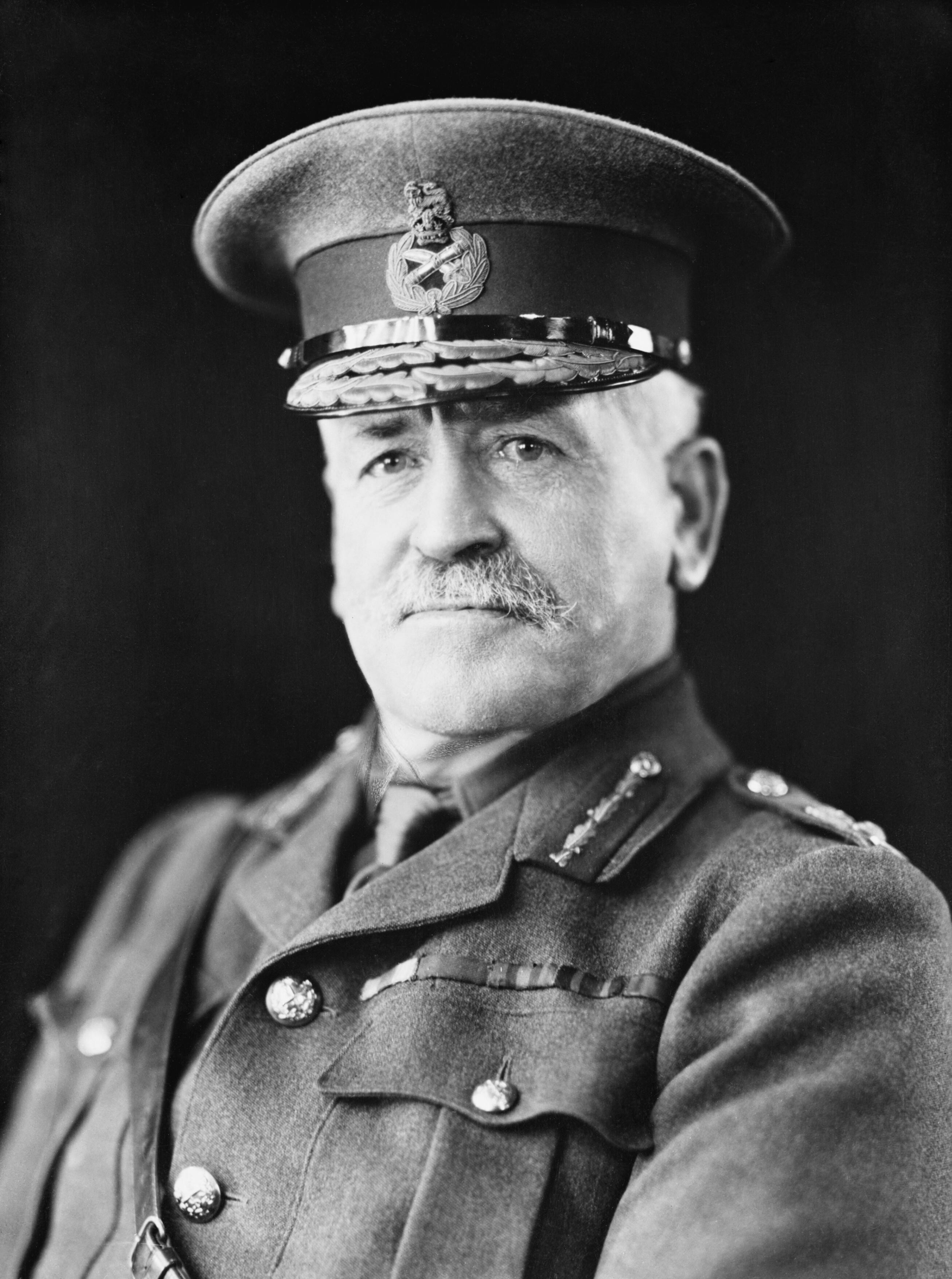
Sir Charles Monroe, 1er baronnet, qui épouse Mary, la fille de Lord O'Hagan

Lord O'Hagan meurt à Hereford House, Londres, en février 1885, à l'âge de 72 ans, et est enterré au Cimetière de Glasnevin, Dublin. Il est remplacé dans la baronnie par son fils aîné, Thomas (1878-1900), puis par un autre fils, Maurice Herbert Towneley (né en 1882).
La sœur d'O'Hagan, Mary (1823-1876), est abbesse du couvent des Clarisses à Newry et plus tard à Kenmare. Sa biographie est écrite par son protégé MF Cusack (1839-1899), « la nonne de Kenmare ».